# مالایی مالزیایی
زبان مالزیایی (مالایی: bahasa Malaysia، جاوی: بهاس ملیسیا) یا مالایی مالزی گونه‌ای از زبان مالایی است که در مالزی بدان سخن گفته می‌شود. زبان اندونزیایی دیگر زبان‌گونهٔ مالایی است که در اندونزی کاربرد دارد. زبان رسمی مالزی از نظر قانون مالایی است، اما دولت هر از گاهی از آن به عنوان مالزیایی یاد می‌کند. در واقع مالزیایی معیار، گویش ملاکایی زبان مالایی است که در ایالت ملاکا غالب است. این زبان توسط اکثر مردم مالزی صحبت می‌شود، گرچه بیشتر آنها ابتدا لهجه بومی مالایی خود یا سایر زبان‌ها را یاد می‌گیرند. مالزیایی در مدارس ابتدایی و متوسطه مالزی یک درس اجباری است.

## سامانه نوشتاری
خط زبان مالزیایی طبق قانون، خط لاتین است که در مالزی به نام خط رومی شناخته می‌شود. با این حال الفبای جاوی نیز که بر پایه خط عربی است در مالزی و اندونزی کاربرد دارد. هم‌اکنون تلاش‌هایی برای حفظ خط جاوی و احیای استفاده از آن در مالزی در حال انجام است، هرچند الفبای لاتین هنوز هم رایج‌ترین خط در مالزی، چه برای اهداف رسمی و چه برای اهداف غیررسمی است.

## وام‌واژه‌ها
بیشتر وام‌واژه‌های مالزیایی از زبان‌های سانسکریت، تامیلی، هندی، فارسی، پرتغالی، هلندی، عربی، چینی و اخیراً انگلیسی هستند. مالزیایی نوین همچنان از نظر واژگان بسیار از گونهٔ اندونزیایی تأثیر پذیرفته‌است و دلیل آن وجود انبوه فیلم‌ها و برنامه‌های تلویزیونی و رادیویی و منابع مالایی به این گویش است.